# Aisne (fiume)
L'Aisne è un fiume della Francia settentrionale. Nasce a Sommaisne, scorre poi verso nordovest a dividere i dipartimenti della Mosa e della Marna, per confluire nell'Oise a Compiègne.
Tre aspre battaglie della prima guerra mondiale vennero combattute nella valle dell'Aisne.
Nel suo corso tocca i seguenti dipartimenti e città:
- Dipartimento della Mosa (55)
- Dipartimento della Marna (51): Sainte-Menehould
- Dipartimento delle Ardenne (08): Vouziers, Rethel
- Dipartimento dell'Aisne (02): Soissons
- Dipartimento dell'Oise (60): Compiègne

## Navigazione

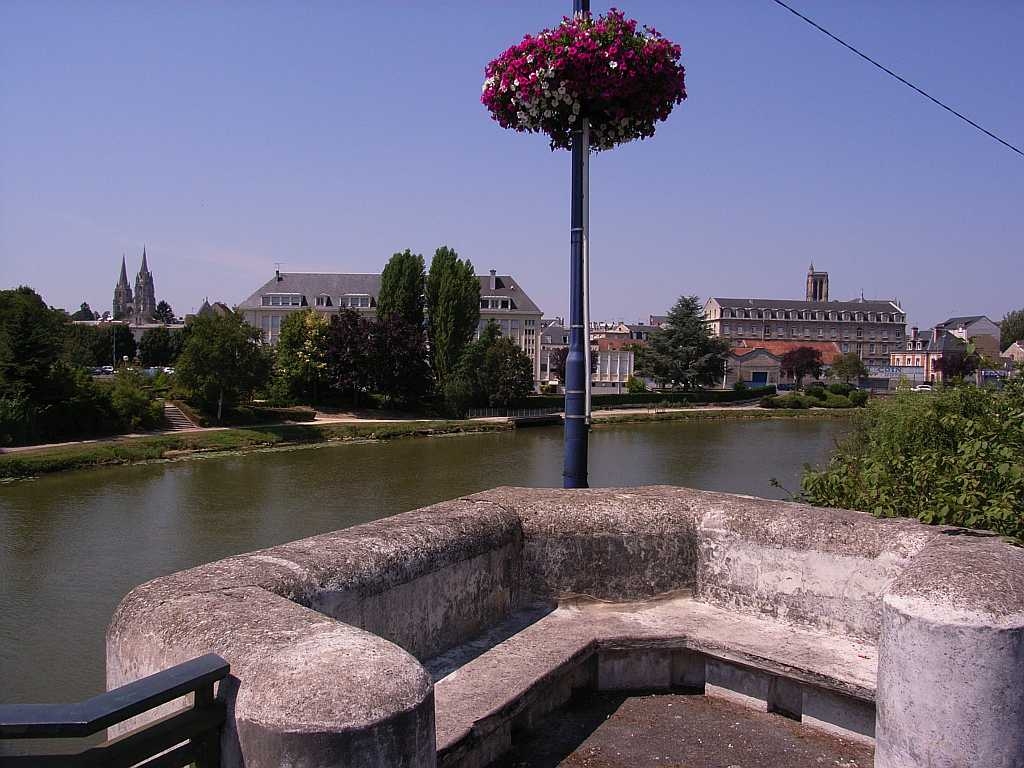
L'Aisne a Soissons.

Il fiume è navigabile da piccoli natanti per gran parte del suo corso. È inoltre unito da canali con la Senna e la Mosa. Insieme al Canal Latéral à l'Aisne (Canale laterale dell'Aisne) permette l'accesso alle città agricole di Soissons e Vailly-sur-Aisne, grandi produttrici di cereali. La via d'acqua unisce inoltre l'Europa del nord con il porto fluviale di Reims, le cui industrie metallurgiche dipendono dal trasporto per via d'acqua. L'Aisne è poi connesso con la vasta rete fluviale francese dal fiume Oise, dal Canal de l'Aisne à l'Oise, dal Canal des Ardennes e dal Canal de l'Aisne à la Marne.

## Storia
Si tratta del famoso fiume Axona menzionato da Gaio Giulio Cesare nel suo De bello Gallico durante la conquista della Gallia.